# Jupille-sur-Meuse
Pour les articles homonymes, voir Jupille.
Jupille-sur-Meuse (en wallon liégeois Djoupèye), Jupille jusqu'en 1963, est une section de la ville belge de Liège située en Région wallonne dans la province de Liège. 
C'était une commune à part entière avant la fusion des communes de 1977. 
Déjà cité comme villa romaine sur la Voie des Ardennes, c'est un des lieux possibles de la naissance de Charlemagne et de son père Pépin le Bref.
C'est dans cette localité que se trouve la brasserie Piedbœuf (groupe AB InBev), fabriquant la bière de marque Jupiler.

## Étymologie
- Iovis villa > Iovilla > Iopilla > Iupilla > Jupilla > Jupille.
- Petit (diminutif roman -illa) genévrier (celtique iuppo)[2]
- Formé sur le nom d'une villa romaine implantée sur le site de Jupille : Iovis villa, villa dédiée à Jupiter.

Jupille pourrait donc signifier: "Petit genévrier", "Petit-Jupiter", ou, plus vraisemblablement : "Villa Jupiter" du prénom de l'empereur Domitien[réf. nécessaire] dont on a trouvé des pièces de monnaie sur place au cours de fouilles entreprises en 1872.

### Toponymie
On trouve les traces de Jupille à travers les siècles sous différentes orthographes : 
- Iopiliensis (687).
- Jopila (714).
- Jobvilla (756).
- Jopilla (868).
- Iopilla (888).
- Juppille (1504).

## Démographie
- Sources : INS, Rem. : 1831 jusqu'en 1970 = recensements, 1976 = nombre d'habitants au 31 décembre.

## Histoire

### Topographie

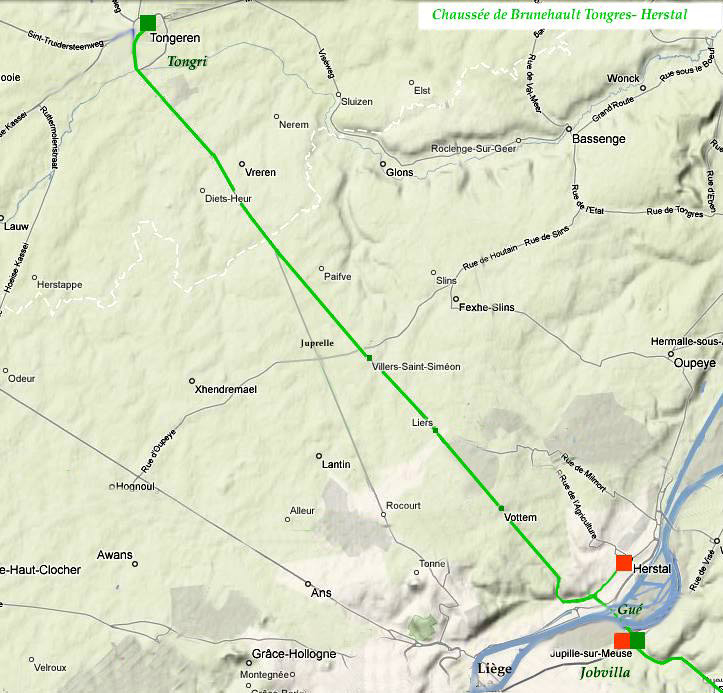
Axe romain de la voie de Tongres à Aix-la-Chapelle jusqu'au gué de Herstal appelée actuellement chaussée Brunehault sur un tronçon

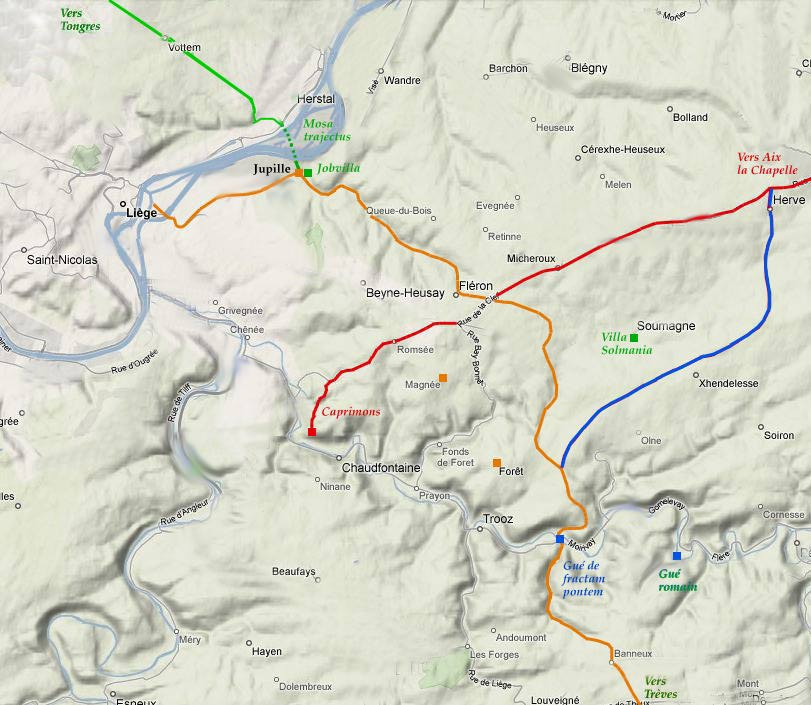
Carte des axes romains, carolingiens, de la Voie des Ardennes et de la voie des hèvurlins

Plusieurs éléments sont favorables à l'installation d'une population à Jupille.
La ligne droite romaine
- Jupille s'est construit sur la ligne droite entre Tongri, Aquis Grana et Augusta Treverorum, Tongres, Aix-la-Chapelle et Trèves, les grandes villes romaines et carolingiennes.
- Sur la rive Ouest, la chaussée Brunehaut ou chaussée romaine de Bavay à Cologne arrivait en droite ligne de Tongres.
- Les Carolingiens, pour arriver rapidement à Caprimons, le château du comté de Liège (le Luihgau), vont aussi reprendre une ligne droite à partir d'Aix-la Chapelle.

Le gué de la Meuse
Devant Jupille, la vallée de la Meuse s'élargit fortement. Le débit se ralentit et les alluvions de la Meuse, grossie par l'Ourthe qui vient de la rejoindre, vont se déposer. Au fil des siècles, la vallée devient peu profonde, et à la fin du printemps jusqu'au début de l'automne, il devient possible de traverser facilement le fleuve.
Les relais carolingiens de Herstal et Jupille
Du mois d'octobre au mois de mai, il était impossible de passer le gué. Cette difficulté explique la nécessité d'avoir construit les deux palais carolingiens de part et d'autre de la Meuse. Si l'hypothèse de l'existence d'un pont romain n'est pas à rejeter (des pierres taillées ont été retrouvées dans les fondations des églises de Herstal et Jupille, les Carolingiens attendaient que le gué soit praticable pour rejoindre Aix-la-Chapelle ou partir en guerre en Neustrie.[réf. nécessaire].
Les difficultés du charroi
Les contreforts de la Meuse étant fort escarpés, le charroi, souvent lourd, ne permettait pas de grimper sans risquer de s'embourber ou de fatiguer l'attelage. Il fallait trouver d'autres itinéraires et aménager des voies carrossables. La vallée de Moulins-sous-Fléron présentait cette unique possibilité sur la rive est de la Meuse. L'autre rive présentait les mêmes caractéristiques. Quand le pont des Arches de Liège fut disponible au Moyen Âge, on continua à passer par cette vallée, la butte de Cornillon étant trop raide.[réf. nécessaire]
De Fléron, on prenait les crêtes jusqu'à Aix-la-Chapelle, ou la voie des Ardennes.
Les voies commerciales
Pendant près de dix siècles, la voie des Ardennes va suivre ce chemin pour bifurquer vers Stavelot après avoir traversé le seul gué existant de la Vesdre à Fraipont pour rejoindre Trèves, avec quelques variantes sur le trajet, suivant les alliances. Curieusement le passage à gué de la Meuse à Jupille existait encore au début du XXe siècle[réf. nécessaire].

### Époque romaine
La villa était sur un plateau dominant la Meuse au point de rencontre entre le fleuve et l'importante voie romaine Tongres - Trèves encore appelée Voie des Ardennes.
Le gué suivant était à Maastricht (Mosae trajectum, passage de la Meuse) sur l'axe Tongres - Aix-la-Chapelle - Cologne. 
Les premières fouilles, en 1872 ont permis de retrouver les traces d'une villa gallo-romaine datant probablement du Ier et IIe siècle apr. J.-C. Les monnaies retrouvées sont de Domitien (81-96), d'Antonin le Pieux (138-161), Septime Sévère (193-211), et Maximin (235-238). Un fragment de mosaïque, un hypocauste, un calix, un vase planétaire à sept têtes représentant les divinités de chaque jour,,, originaire de Bavay et quelques poteries sont découverts lors de fouilles en 1872. Ce vase est exposé et plusieurs objets sont conservés au musée Curtius de Liège.

### Époque carolingienne
Des documents datés du VIIIe siècle évoquent la présence d'une résidence des souverains carolingiens. Il faut préciser qu'à ce jour, si les traces romaines sont évidentes, on n'a toujours pas découvert d'indice probant d'une présence franque, mérovingienne ou carolingienne.
Un palais aurait existé à Jupille au VIIIe siècle, où Pépin II, dit de Herstal, séjourna et, selon certaines sources, mourut en 714. Charles Martel, son fils et successeur, y séjourna brièvement en 724. Pépin III, dit le Bref, y séjourna également en 759 ou 760. Ce palais passait au XVe siècle pour avoir été le lieu, contesté par la suite, de la naissance de Charlemagne. Le grand empereur est, en tout cas, entré dans la légende jupilloise et reste très présent dans le folklore local.

### Le domaine primitif
Le pagus jobvilla était un des pagus du Luihgau, Comté de Liège, il deviendra la Seigneurie de Jupille.
Le domaine du palatium couvrait Beaufays, Bellaire, Beyne-Heusay, Bressoux, Chaufontaine (une partie contestée), Chênée, Évegnée Fléron (village), Forêt, Gomzé-Andoumont, Grivegnée, Jupille, Magnée, Micheroux, Queue-du-Bois et Vaux-sous-Chèvremont.
Certaines de ces limites sont toujours des limites communales actuellement : le Ry du Cheneau, limite d'Olne et Forêt est déjà citée au VIe siècle[Où ?].

### Haut Moyen Âge
En 881, les Vikings détruisent les palatium de Jupille, de Herstal, de Fourons et de Meerssen, le portus de Visé, la civitas de Liège, le castrum de Maastricht et le palais impérial d'Aix-la-Chapelle. Chassés par leurs propres dévastations, ils abandonnent les lieux l'année suivante.
En 995, le duc Gislebert de Lotharingie se dit « seigneur de Jupille et d'Amercœur » et soutient les sièges de Chèvremont en 922 contre le roi de France Charles le Simple et en 935 contre Otton Ier du Saint-Empire.

### Bas Moyen Âge
Au bas Moyen Âge, le domaine des Pépinides fut donné par une charte de 1008 par Henri II du Saint-Empire au chapitre Notre-Dame de la cathédrale de Verdun, ville libre qui relevait directement du Saint-Empire romain germanique dès 1195.
En 1200, l'église de Verdun possédant beaucoup de biens et de rentes au pays de Liége, avait fait établir à Jupille une cour à laquelle ces biens et rentes ressortissaient. Les membres de cette cour étaient nommés par l'évêque de Verdun ; leurs fonctions étaient d'enregistrer tous les actes qui concernaient ces biens et rentes et de faire la recette des rentes et peut-être aussi celle des fermages. C'est cette cour qui est désignée par curia de Jupilia. Le duc de Limbourg était l'avoué des biens des rentes que l'église de Verdun possédait à Jupille.
En 1274, le doyen d'Aix donne aux Prémontrés la desserviture perpétuelle de l'église de Jupille. 
Le chapitre Notre-Dame de Verdun vend son tréfonds au chapitre de Saint-Lambert de Liège le 12 septembre 1297,. Une autre source signale que Robert II de Médidan, évêque de Verdun engage déjà la seigneurie de Jupille en 1266.
En 1288, le chapitre de Saint-Lambert échange le domaine contre la terre d'Amay appartenant au prince-évêque de Liège Gui de Dampierre, Jean de Dampierre, son fils, lui ayant confié sa charge.
Ceci donne une des grandes possessions du prince-évêque de Liège: le bailliage d'Amercœur, ainsi appelé parce que la cour scabinale de Jupille a déplacé son siège situé au pont d'Amercœur.

### La seigneurie de Jupille
La brassine banale de Jupille
Le 7 janvier 1535, Henri Damery le charpentier demeurant à Jupille céda à Johan fils de feu Gilles Crahea de Jupille une maison, scaillie, étable et puits qu'on dit la brassine banale de Jupille, joignant vers Liège au ruisseau qu'on dit merchant et à Johan Collard, vers le chenal du moulin à une petite voie, derrière au wérixhas du moulin et devant au réal chemin, au prix d'un cens de 10 fl suivant le rendage du 26 novembre 1533; la garantie est apportée par Lambert Crahea cousin de Johan; Henri Damery retient la chambre et chaffeur au rez-de-chaussée vers le moulin ry la chambre et chaffeur au-dessus et le grenier dessus la chambre et une petite xhaiche d'héritage vers le chenal du moulin.
Henri Damery était peut-être apparenté à Simon Damery, cité le 5 décembre 1534, commissaire de la cité de Liège, rentier (= receveur qui tient les comptes) du bon métier des brasseurs.
Cette brassine avait perdu sa banalité lorsque le 18 octobre 1644: la maison et brassine ci-devant banale de Jupille était habitée par Jean Houleux de Jupille alors cité avec ses deux filles.
L'engagère
Le 18 novembre 1619, Ferdinand, prince-évêque de Liège engagea les seigneuries de Jupille, Bellaire, et Queue-du-Bois à Guillaume Fayn. Il engage aussi Bois-De-Breux en 1620.
Épidémies
- La peste s'étend en 1579.

### La commune
Le bailliage d'Amercœur formé au XIIIe siècle, ne sera découpé en communes, dont celle de Jupille qu'au XIXe siècle.

### Les industries

#### Papeterie
Deux papeteries sont recensées dans la commune de Jupille en 1811 :
- La 1re appartient à Léonard Doigné ; on y fabrique du papier à envelopper la chicorée ; elle est en activité durant toute l'année, excepté dans le temps des grandes eaux, de sécheresse ou de fortes gelées ; elle produit pour une valeur de 2 470 francs.
- La 2e appartient à Théodore Thonnart et à sa mère ; on n'y fabrique que du papier destiné à emballer les épiceries et autres objets ; elle produit pour une valeur de 2 722 francs.

Les matières premières sont des chiffons grossiers, du savon, de la houille et de l'huile ; ces objets sont indigènes c'est-à-dire du département de l'Ourte.
Chacune emploie 3 ouvriers qui gagnent chacun 90 centimes par jour.

#### Chaudronnerie
La société Piedbœuf a commencé par fabriquer, en 1812, du matériel de brasserie. 

#### Brasserie
C’est en 1853, que Jean-Théodore Piedbœuf se lance dans le brassage. En 1921, la brasserie se lance dans la fermentation basse. 

## Patrimoine et culture

### Patrimoine architectural et sites
- Château Piedboeuf, construit en 1862.
- Le tableau de 1861 Le Banquet de Jupille, du peintre wallon Auguste Chauvin immortalise une altercation entre l'évêque de Maastricht Saint-Lambert, Pépin de Herstal et son épouse préférée Aplaïde.

## Économie

### Transports

#### Bus
Jupille est desservie par la ligne de bus TEC 140, de Liège à Visé mais également les lignes 60 qui va de Bois-de-Breux à Liège, 67 qui va de Dalhem à Liège, 68 qui va de Soumagne à Liège et 69 qui va de Verviers à Liège.

#### Trains

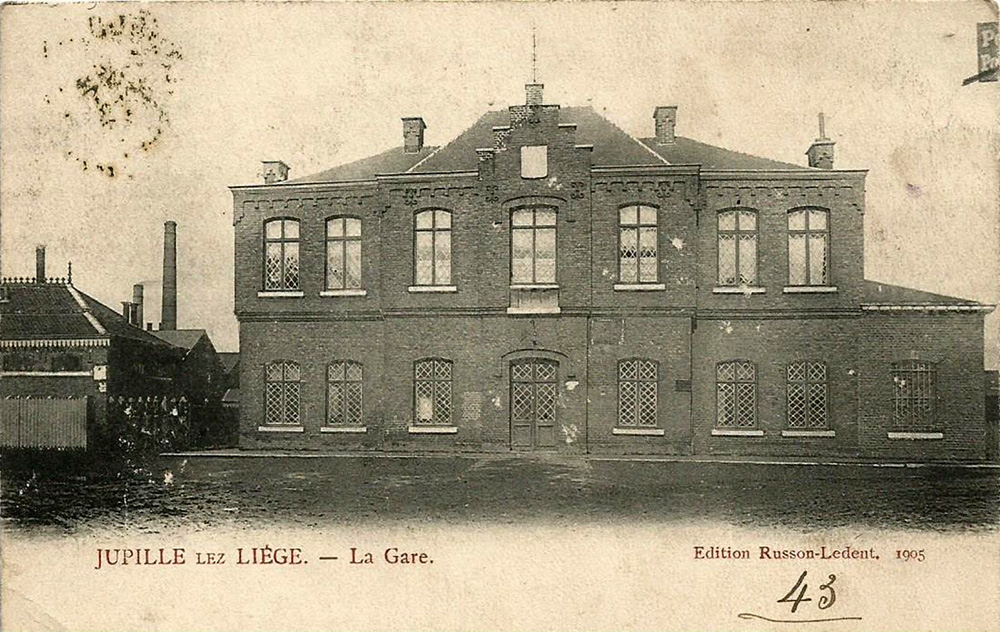
La gare de Jupille en 1905.

Jupille disposait autrefois, rue des Anciennes Houblonnières, d'une gare sur la ligne 40, de Liège à Visé, lorsqu'elle était encore omnibus. La gare, ouverte le 24 novembre 1861, gérait un gros trafic de petits colis express et recevait des wagons de pommes en provenance des Pays-Bas, la matière première étant destinée à une distillerie locale,.
Plusieurs entreprises disposaient aussi d'un raccordement ferroviaire à la gare, telles que la Brasserie Piedbœuf, située de l'autre côté des voies, le charbonnage de la Violette de la Société anonyme des Charbonnages de Bonne Espérance, Batterie, Bonne-Fin et Violette, les chaudronneries dépendant de la brasserie, des laminoirs, des forges, une tôlerie et des scieries.
Elle est fermée au trafic voyageurs en 1956, lorsque le service omnibus de la ligne 40 est remplacé par des bus,. Le bâtiment a depuis été démoli.

## Vie associative

### Jumelages
- Joyeuse (Ardèche) (France)

## Personnalités
- Victor Guyau (Bossemans) est inhumé à Jupille.

### Rois
Jupille est l'un des lieux les plus probables de la naissance de Charlemagne.

### Architectes
- Joseph Moutschen
- Jean Moutschen

### Industriels
- Jean-Théodore Piedbœuf brasseur.
- Henri Piedbœuf fils du précédent.

### Artistes peintres
- Bertin Hoyoux (fl. 1637), artiste peintre né à Jupille[34]
- Servais Houvelez (né à Jupille le 20 janvier 1889 et y décédé le 13 février 1965), artiste peintre et auteur wallon.

### Autre
- Jeanne Franckson (1649-1703), l'ancêtre de l'artiste Armand Rassenfosse.
- Lambert Lempereur (1773-1841), l'ancêtre de Julien Denormandie.
- Anne-Marie Cajot (1720-), l'ancêtre de l'auteur Jean Roba.
- Marguerite de Gratinot (fl. 1548-), l'ancêtre de Fernand de Saintignon.